# Osservatorio di Nha Trang
L'Osservatorio di Nha Trang è un osservatorio astronomico del Vietnam. Si trova nella città di Nha Trang, nel distretto di Vinh Phuóc. È stato inaugurato nel 2017 ed è il primo osservatorio astronomico vietnamita. All'osservatorio è annesso un planetario. 

## Costruzione e dotazione strumentale
La costruzione dell’osservatorio è iniziata nel 2014 ed è stata completata nel 2017, anno dell'inaugurazione. La struttura è stata realizzata con finanziamenti pubblici ed è gestita dal Vietnam National Space Center (VNSC).
L'osservatorio è composto da un complesso di edifici, che occupa una superficie di 340 m². L'edificio principale è costituito da una torre di osservazione di forma cilindrica, sormontata da una cupola di 12 m di diametro, che ospita un telescopio riflettore con un'apertura di 50 cm. Il telescopio, realizzato dalla ditta italiana Marcon, è equipaggiato con una telecamera CCD e un analizzatore di spettro.  
Attorno alla torre di osservazione sono stati realizzati altri fabbricati, in cui sono stati ubicati un planetario e una galleria spaziale. Il planetario ha una sala di proiezione con una capacità di 60 posti, uno schermo a forma di cupola e sei proiettori, in grado di proiettare immagini e filmati con effetti 3D. La galleria spaziale è costituita da un salone espositivo di 200 m², in cui sono presenti foto e strumenti astronomici, con lo scopo di fare conoscere l'astronomia ai visitatori.

## Scopi
L'osservatorio ha come scopi principali la divulgazione scientifica, la didattica e la ricerca scientifica. Quest'ultima riguarderà in particolare l'osservazione delle stelle variabili, la rilevazione degli spettri stellari per la determinazione della velocità di rotazione delle stelle, la ricerca di esopianeti, la ricerca di supernove e l'effettuazione di studi sulla morfologia delle galassie. Per quanto riguarda gli altri obiettivi, l'osservatorio si propone la diffusione delle conoscenze astronomiche nella comunità e la formazione e il miglioramento del livello del personale operante nel campo dell'astronomia, facilitando la collaborazione con altri gruppi di ricerca nel Paese e all'estero. L'osservatorio dovrebbe diventare anche un'attrazione turistica, favorendo l'aumento del turismo nella zona: a questo fine, la provincia di Khanh Hoa ha deciso di inserire l'osservatorio nel programma di visite guidate della città di Nha Trang.